# 日比野清實
日比野清實（ひびの きよざね，?—1561年6月25日），日本戰國時代齋藤氏武將，官至下野守。與竹腰尚光、長井衛安、安藤守就、日根野弘就和氏家卜全合稱「齋藤六宿老」。

## 生平
永祿四年五月十三日（1561年6月25日），隨著長井衛安迎擊侵攻美濃國的織田信長，在森部之戰被恆川久藏斬殺。
日比野清實也有以怪力聞名的家臣足立六兵衛，也為織田方前田利家斬殺。